# Senador José Porfírio
Senador José Porfírio este un oraș în Pará (PA), Brazilia.